# 甲酸弧菌属
甲酸弧菌属为色杆菌科的一个属。该属的模式种为柠檬甲酸弧菌（Formivibrio citricus）。

## 下属物种
- 柠檬甲酸弧菌 Formivibrio citricus Tanaka et al. 1991